# Морська Чапура
Острів Морська Чапура (рос.: Морская Чапура) – острів у Каспійському морі, Республіка Калмикія, Росія. Висота над рівнем моря – 28 м
 
Острів являє собою великі плоскі ділянки з піску-ракушечника. Аналогічну структуру мають острови Тюленів та Чечень.
 
Указом президента Республіки Калмикія від 29 листопада 1999 року острів включено до складу Лаганського району Республіки Калмикія. 